# Josep Víctor Gay i Frías
Josep Víctor Gay i Frías és un periodista gironí, membre del Col·legi de Periodistes de Catalunya, exdirector del Diari de Girona i col·laborador de Revista de Girona des del 1967, guanyà el Premi de periodisme d'investigació Ramon Barnils 2005 per Manuel Azaña que estàs en el cel.

## Obra
- Joan Comalat, captacions d'un jove reporter. Fotografies anys 1979-1987 (2002)
- Els gironins de la División Azul (2002) a Revista de Girona
- El mariscal Pétain a Girona (1939) i el general Franco a Peralada (1941) (2004) a Revista de Girona.
- El gironins de la Gran Guerra (1914-1918) (2004) a Revista de Girona.
- Manuel Azaña que estàs en el cel (2005)
- Els gironins de Mauthausen, seixanta anys després (2005) a Revista de Girona.
- Cendres a Sant Elm (2007) premi de narració Claudi Isern Llorens
- El gironins del Terç de Requetès de Montserrat (2007) a Revista de Girona